# Брагино (Ярославль)
Бра́гино — жилой район в составе Северного жилого района Ярославля, самый густонаселённый жилой район города. Состоит из одиннадцати номерных микрорайонов с многоэтажной застройкой и двух посёлков с частной застройкой — Старое Брагино и 2-е Брагино.

## Этимология
Брагино — антропоним, образованный от прозвища Брага. Прозвище Брага восходит к существительному «брага». В. И. Даль в «Толковом словаре» дает следующее определение браги: «домашнее, крестьянское, корчажное пиво; хлебный напиток, иногда более похожий на квас». Также так называют любителя хмельного напитка или человека, занимающегося изготовлением и продажей браги. Кроме того, прозвище «Брага» было распространено среди жителей средневековой Руси.

## История

### Посёлок Брагино
Изначально Брагино — небольшое старинное сельцо в 19 верстах от Ярославля, со 2-й половины XIX века ставшее деревней. В 1944 году включено в городскую черту . Несмотря на многочисленные планы по её сносу, деревня сохранилась до сих пор, с конца 1970-х называясь Старое Брагино. В конце 1940-х рядом с ней начали строить рабочие посёлки Брагино-1 и Брагино-2 (позже переименованный во 2-е Брагино). В 1956 году было начато строительство отдельного жилого посёлка для работников предприятий Северного промышленного района. К 1963 году в Брагине было построено 53 одно-, двух- и четырехэтажных дома.
В 1963 году был принят новый генеральный план Ярославля, по которому жилищное строительство планировалось развивать, прежде всего в Брагине, в Северном районе города. На территории в 250 га предполагалось расселить 100—120 тысяч человек, намечалось построить 400—430 тысяч кв. метров жилья. 1961 год стал последним, когда ещё разрешалось индивидуальное строительство в Ярославле, поэтому генпланом 1963 года застройка Брагина предусматривалась только многоэтажками. Границами планирования нового района стали: с северо-востока — Тутаевское шоссе, с северо-запада — железнодорожная ветка от Козьмодемьянска (предполагалось строительство железнодорожного моста через Волгу), с юго-востока — ЛЭП через Волгу на Данилов, с юго-запада — железная дорога на Рыбинск. В связи с водоохранной зоной первого пояса городского водопровода, использование живописной прибрежной территории Волги для жилья или отдыха людей не предполагалось.
Северный район стал «испытательным полигоном» для новых планировочных решений жилой территории, опиравшихся на ступенчатую схему культурно-бытового обслуживания. Сама идея микрорайона как структурного элемента города основывалась на массовости системы обслуживания, обобществленных формах культурно-бытового обслуживания населения и воспитания детей. Ступенчатая система обслуживания населения должна была отвечать двум основным требованиям, снижающим стоимость строительства и эксплуатации: размещение наибольших по вместимости зданий с соблюдением радиусов обслуживания и кооперация учреждений однородного назначения путём объединения их в общественные центры определённого уровня обслуживания, что и было положено в основу проекта детальной планировки Северного жилого района.
Согласно проекту, разработанному в 1964 году институтом Ярославгражданпроект (архитектор Г. Б. Царапкина), все микрорайоны создавались как единое планировочное целое, структура которых определялась:
— системой необходимого повседневного обслуживания (детскими садами, школами, учреждениями питания, торговли, спорта, хозяйственно-бытового обслуживания);
— удобством транспортных и пешеходных связей с местами приложения труда, общественными центрами и зонами отдыха;
— благоприятными условиями быта и отдыха населения на воздухе.
Первоначально в посёлке Брагино было спроектировано и построено четыре микрорайона (№ 1, 2, 3 4). Улицы, разделявшие микрорайоны, получили названия Блюхера и Урицкого, улица по северо-западному краю — Дзержинского, по юго-восточному — Елены Колесовой. Дорога по юго-западному краю, связывающая Северный район с центром города, получила название Ленинградское шоссе.
Как и все подобные жилые структуры 1960-х годов, Брагино в основном застраивалось крупнопанельными 5-этажными домами серии 1-464. Они считались наиболее экономичными, поскольку не требовали лифта. С целью достижения разнообразия вдоль улиц микрорайоны были частично застроены кирпичными пятиэтажками серии 1-447 с размещением на первых этажах предприятий обслуживании. В качестве вертикальных акцентов пространства предполагалось строительство точечных 9-этажных домов по углам микрорайонов, а также частично внутри 3-го и 4-го микрорайонов.
На пересечении улиц Урицкого и Блюхера была спроектирована центральная площадь, где предполагалось создать общественный центр района, включающий: клуб, кинотеатр, дом связи, универмаг, крытый рынок, поликлинику, музыкальную школу, гостиницу и ресторан. Деревню Брагино планировалось сравнять с землёй и на её месте, от площади до улицы Дзержинского разбить районный сад. С противоположной стороны от сада, на пересечении улиц Блюхера и Дзержинского планировалось создание центра хозяйственно-бытового обслуживания, включающего в себя механическую прачечную, баню, пожарное депо, котельную, гараж-гостиницу. А на пересечении улиц Пионерской и Дзержинского, «обозначая» вход в районный сад, разместился Дом пионеров. В каждом из микрорайонов также проектировались свои сады, которые посредством широких бульваров и аллей вдоль главных улиц соединялись с большим садом жилого района. В действительности были реализованы лишь отдельные здания комплексов, общественный центр как структурное ядро района не был сформирован, а микрорайоны не получили полноценной системы обслуживания.
Вследствие ограниченной номенклатуры серии домов застройка была преимущественно однообразной трафаретно-строчной. Это в определённой степени решило функциональные задачи, но не могло решить в должной мере художественно-эстетических. На архитектурном облике жилой застройки значительно отразилось и невысокое качество строительно-отделочных работ, незавершённость благоустройства, а также многие изменения проекта, последовавшие в ходе его реализации.
С 1965 года микрорайоны получили название жилой район Брагино.
В 1968 году южнее Брагина был спроектирован и начал застраиваться ещё один микрорайон — № 4А, также застроенный 5-этажками. Вместе с микрорайонами 4Б и 4В этот жилой массив некоторое время назывался Южное Брагино, затем стал частью жилого района Брагино.

### Новое Брагино
В 1971 году был утверждён новый генеральный план Ярославля, предполагавший формирование в Северном районе крупнейшего в городе жилищного массива. Разработку новых микрорайонов совместно осуществляли ЦНИИП градостроительства и Ярославгражданпроект.
В 1970-х были построены микрорайоны № 5, 6, началась застройка № 10, 11, 4Б, 4В. В целом они повторяли архитектурные решения предыдущих.
В жилом массиве из микрорайонов № 5, 6, 10, 11, получившем название Новое Брагино, главная площадь с общественным центром была спроектирована в 11-м микрорайоне. Между 5-м и 6-м микрорайонами планировалось разбить сад и построить спортивные сооружения. В 11-м микрорайоне проектировщики провели эксперимент по созданию внутренней пешеходной улицы, начиная от общей концепции улицы-бульвара, отдельных участков зоны и заканчивая малыми архитектурными формами, благоустройством, озеленением (архитекторы В. Н. Белоусов, Е. Ф. Барковская, И. И. Лялякина и др., начало строительства 1977—1978 гг., окончание — 1983 г.). Данная улица-бульвар трактовалась как основа композиции плана микрорайона, на которую были открыты дворы жилых групп, участки школ и детских садов-яслей.
Новые микрорайоны застраивались в основном типовыми жилыми домами промышленного изготовления. ЦНИИП градостроительства разработал для нового массива проект блок-секций 1-464ДЯ на основе существующей серии, повысивший эффективность использования территории. Для разнообразия застройки были сделаны индивидуальные вставки между домами, под которыми устроены арки. Они должны были создать неожиданные видовые «кадры» раскрытия пространства, визуальные границы территории. Многосекционная застройка дополнена домами башенного типа. Среди них — кирпичные дома серии 1-447С (12 этажей) и ленинградского проекта 1-528КП-82 (16 этажей).
В качестве символа нового поколения перед въездом в Брагино был построен велодром, а позже были сформированы своеобразные «пропилеи» въезда в виде высотных жилых зданий, обрамляющих «начало» района. Вдоль главной магистрали Северного жилого района, переименованной в Ленинградский проспект, был обустроен пешеходный бульвар.
В 1976 году был спроектирован парк 30-летия Победы в центре Брагина — единственный до настоящего времени реализованный парковый проект в Северном районе.
В 1980 году было принято решение о расширении Северного жилого района и строительстве севернее Брагина нового массива — жилого района Пашуково, включающего микрорайоны № 12, 13, 14, 15. В середине 1980-х началась активная застройка 14-го микрорайона.
В 1982 году в Новом Брагине началась застройка микрорайонов № 7 и 8, где продолжилось развитие принципов, апробированных в 11-м микрорайоне. Преобладающей цветовой гаммой для домов была выбрана бело-голубая «северная» палитра. В связи с освоением новой зональной серии жилых зданий — 90Я и требованиями по отделке наружных поверхностей панелей её керамической плиткой, был налажен массовый выпуск керамической плитки для наружной облицовки зданий на Норском керамическом заводе в конце 1980-х годов.
Как и в первых четырёх микрорайонах Брагина, в Новом Брагине были реализованы планы по массовому строительству максимально экономичного жилья, обеспечению населения заведениями для обобществлённого воспитания детей, но планы по созданию комфортной для проживания среды, удобных общественных центров, зон для отдыха и спорта, благоустройству территорий, строительству дорожной сети по периметру микрорайонов — так и остались лишь «на бумаге».

### Брагино в XXI веке
В настоящее время строительство в жилом районе продолжается. Широко используются индивидуальные проекты, кирпичная и монолитно-кирпичная технологии строительства. В частности, во 2-м микрорайоне, на месте снесённого в 2013 году кинотеатра «Октябрь» выстроен первый в Ярославле 18-этажный жилой дом (жилой комплекс «Октябрь»), выполненный из кирпича на монолитном каркасе.

## География
С юго-востока район ограничен улицей Елены Колесовой, с северо-востока — Тутаевским шоссе, с юго-запада — улицей Громова, с северо-запада — улицами Волгоградской и Бабича.
С юго-запада к району примыкает промзона, за которой расположена железнодорожная станция Молот; с запада — пруды, а также территория ТРК «Альтаир»; на севере — жилой район Пашуково. С северо-востока и востока к Брагину примыкают расположенные за Тутаевским шоссе приволжские посёлки Скобыкино, Мостострой, Павловский, Иваньково. С юго-восточной стороны расположен парк Ветеранов Отечественной войны. С южной стороны район граничит с Северной промышленной зоной.

### Состав района
- 1-й микрорайон
- 2-й микрорайон
- 3-й микрорайон
- 4-й микрорайон
- 4А микрорайон
- 4Б микрорайон
- 4В микрорайон
- 5-й микрорайон
- 6-й микрорайон
- 7-й микрорайон
- 7А микрорайон
- 8-й микрорайон
- 9-й микрорайон
- 10-й микрорайон
- 11-й микрорайон
- посёлок 2-е Брагино
- деревня Старое Брагино

### Список улиц
- Крупные, параллельные Волге (с запада на восток): Громова, Труфанова, Ленинградский проспект, Пионерская, Строителей, Блюхера, Брагинская, Тутаевское шоссе.
- Крупные, перпендикулярные Волге (с севера на юг): Бабича, Волгоградская, Панина, Батова, проспект Дзержинского, Урицкого, Елены Колесовой.
- Короткие: Александра Невского, Архангельский проезд, Моторостроителей проезд, Мурманский проезд, Туманова, Шавырина проезд, Старое Брагино, 16-я, 17-я, 19-я, 21-я, 23-я, 25-я, 27-я и 29-я линии посёлка 2-е Брагино, 1-й и 2-й Брагинские проезды.

### Главные транспортные магистрали
По Тутаевскому шоссе ходят автобусы, маршрутки и троллейбусы из центра Ярославля в направлении Мостостроя, больницы № 9 и Норского. По Ленинградскому проспекту идут самые важные для Брагина маршруты автобусов и троллейбусов из центра.
Трамваи идут по улицам Волгоградская, Труфанова, Блюхера и Бабича. Кроме этого, есть и поперечное движение по улицам Урицкого и Бабича — автобусов, по проспекту Дзержинского — автобусов и троллейбусов.

### Существовавшие деревни и сёла
- сельцо Брагино — ныне деревня Старое Брагино
- деревня Малое Давыдово — была расположена на месте 5-го микрорайона.
- деревня Кутилово — была расположена на месте пересечения проспекта Дзержинского и улицы Громова.

## Досуг
- Кинотеатр «Киномакс» в ТРК «Альтаир»
- Парк «30-летия Победы» (в народе «Очки», названные так по характерной форме пруда)

#### Спорт
- Велодром — Ленинградский проспект, 43
- Ледовый комплекс «Чемпион» — улица Панина, 34А
- Картинг — Ленинградский проспект, 43А
- Теннисный комплекс «Олимпиец» — улица Елены Колесовой, 58А
- Теннисный комплекс — улица Панина, 33А
- Фитнес-центр «Легион» — улица Александра Невского, 2В
- Спорткомплекс с бассейном «Тройка» — улица Панина, в процессе строительства
- Фитнес клуб Loft Fitness Брагино — улица Труфанова, 24В

#### Детское дополнительное образование
- Областной центр детей и юношества
- Детский клуб «Чайка»
- Детско-юношеский центр «Ярославич»
- Центр детского творчества «Витязь»
- Детские школы искусств № 3 и № 4

## Торговля
Крупнейшие торговые центры:
- «Аксон»
- «Альтаир»
- «Дзержинский рынок»
- «Космос»
- «Лента»
- «Магнит»

## Религия
- Храм во имя патриарха Тихона на углу Ленинградского проспекта с улицей Панина (строится).
- Временная церковь иконы Божией Матери Нечаянная Радость рядом с Тихоновским храмом.
- Часовня Георгия Победоносца в парке «30-летия Победы».
- Часовня Владимира Равноапостольного у входа в ТЦ «Альтаир».
- Часовня Иконы Божией Матери Нечаянная Радость на углу Ленинградского проспекта с Волгоградской улицей.
- Часовня Троицы Живоначальной на углу Ленинградского проспекта с улицей Урицкого.
- Армянская апостольская церковь «Сурб Геворг» около 9-й больницы на Тутаевском шоссе.

## В кино
- Основные съёмки фильма Георгия Данелия «Афоня» проходили в Брагине. В частности, в кафе «Ассоль» (не сохранилось), расположенном на пересечении улицы Е. Колесовой и Ленинградского проспекта.
- Драма «Аритмия» (2017) режиссёра Бориса Хлебникова. Герои жили в доме номер 6 по ул. Панина. Одна из ссор происходит на Ленинградском проспекте, неподалёку.
- Спальный район Москвы в фильме «Сумасшедшая помощь» (2009) режиссёра Бориса Хлебникова.
- Некоторые сцены фильма «Мой избранник» (1984), режиссёр Алексей Коренев.
- Некоторые сцены фильма «Неуправляемый занос» (2004), режиссёр Георгий Шенгелия.
- В сериале Слово пацана действия по сюжету велись в 1989 году в городе Казань, но картину снимали в Брагине.